# Feng Yingying
Feng Yingying (en chino: 冯莹莹; 31 de octubre de 1999) es una deportista china que compite en judo.
Ganó una medalla de bronce en los Juegos Asiáticos de 2022 y una medalla de plata en el Campeonato Asiático de Judo de 2025, ambas en la categoría de –70 kg.

## Palmarés internacional
| Juegos Asiáticos    | Juegos Asiáticos    | Juegos Asiáticos  | Juegos Asiáticos |
| Año                 | Lugar               | Medalla           | Categoría        |
| ------------------- | ------------------- | ----------------- | ---------------- |
| 2022                | Hangzhou (China)    | Medalla de bronce | –70 kg           |
| Campeonato Asiático |                     |                   |                  |
| Año                 | Lugar               | Medalla           | Categoría        |
| 2025                | Bangkok (Tailandia) | Medalla de plata  | –70 kg           |